# Real Brasil Clube de Futebol
O Real Brasil Clube de Futebol é um clube de futebol brasileiro, sediado em Brasília, no Distrito Federal. Apesar que desde 2009 possuir legalmente sede na Asa Sul, nunca disputou competições no Distrito Federal. Suas cores são azul, verde e amarelo.

## História
O Real Brasil foi fundado no dia 1º de março de 2005 em Curitiba, Paraná, por Aurélio Almeida, proprietário do Império Toledo de Futebol e do Grêmio Maringá. Participou da Segunda Divisão do Campeonato Paranaense em 2006 e em 2007
Em janeiro de 2007, fez sua primeira excursão internacional, no México, onde fez um amistoso de entrega de faixas para o campeão mexicano da segunda divisão, o Puebla Fútbol Club. No mesmo ano, foi vice-campeão do Campeonato Paranaense da Segunda Divisão, subindo para a 1ª Divisão em 2008 e garantindo o acesso à elite do futebol paranaense. Em 2009, o clube ficou em 9º Lugar no Campeonato Paranaense.
A partir de fevereiro de 2009, abandonou o estado do Paraná, transferindo-se para o Distrito Federal. Atualmente está inativo

## Títulos

### Estaduais
- Vice-Campeonato Paranaense da Segunda Divisão: 2007.